# Elektronisk stabilitetsprogram
 For alternative betydninger, se ESP.
Elektronisk stabilitetsprogram, forkortet ESP (fra eng. Electronic Stability Program) er et sikkerhedssystem, der ved hjælp af bremserne kan holde bilen på den kurs, som føreren tilstræber, eller som kan forhindre, at køretøjet vælter eller skrider ud. ESP blev introduceret i slutningen af 1990'erne, men er endnu ikke standard i alle biler. ESP blev produceret og opfundet af Bosch og blev først anvendt i S-klassen fra Mercedes-Benz.
I Danmark regnes det som et sikkerhedsudstyr, der giver fradrag ved beregning af registreringsafgiften.

## Eksterne referencer
- Færdselsstyrelsen Arkiveret 9. juni 2007 hos  Wayback Machine

| Maskiner | Spire Denne artikel om maskiner, maskindele og apparater er en spire som bør udbygges. Du er velkommen til at hjælpe Wikipedia ved at udvide den. |